# Литвиненко Юлія Леонідівна
Ю́лія Леоні́дівна Литвине́нко (7 листопада 1976, Інгулець (нині — Кривий Ріг)) — українська телеведуча та політикиня, у минулому генеральна продюсерка радіостанції «Радіо „Вести“». Кандидатка у Президенти України на виборах 2019 року.

## Біографія
Народилася 7 листопада 1976 року в Інгульці. Навчалася у Криворізькій загальноосвітній школі I—III ступенів № 114, закінчила факультет журналістики Дніпровського національного університету.
Працює на телебаченні з 20 років, починаючи в дніпропетровських редакціях столичного ТБ. У 1999 році Литвиненко, яка вже встигла показати себе на київських екранах зі стрингерськими репортажами для каналів «1+1» та «СТБ», запросили до Києва на «Перший національний». Згодом вона вже вела «Факти» на ICTV, звідки пішла у розпал Помаранчевої революції внаслідок цензури з боку керівництва інформаційної служби, яку очолював Дмитро Кисельов. Унаслідок цього журналістка пішла на канал «К1», де працювала в жанрі інтерв'ю відомих людей.
З 1994 до 1999 року — стрингер телекомпаній «1+1» та «СТБ», репортажі із Дніпропетровська та області, пряма трансляції.
З 1996 до 1999 року — телерадіокомпанія «11 канал». (Дніпро). Випусковий редактор, ведуча програми «Новини». Автор і ведуча програми «Вот человек!» (документальні телеесе). Радіостанція «RadioMix», ведуча прямого ефіру.
З 1999 до 2000 року — автор і ведуча програми «Питання дня» (УТ-1).
З 2001 до 2003 року — телеканал «ICTV». Ведуча інформаційної програми «Факти».
З 2007 до 2008 року — головний редактор журналу «TELECITY» (належав до холдингу «Главред-медіа»). Авторами видання були, зокрема, Микола Вересень, Роман Скрипін, Ольга Герасим'юк, Єгор Соболєв, Кирило Вишинський, Дмитро Кисельов та інші. За словами головної редакторки, видання було адресоване, хто хоче знати кухню телебачення зсередини, розуміти, як і навіщо з'являються програми, навіщо створюються телекомпанії.
З 2004 до 2008 року — телеканал «К1». Автор і ведуча програми «Позаочі».

3 2008 до 2012 року — телеканал «Інтер». Автор та ведуча оновленої програми «Позаочі», співведуча програми «Місце зустрічі» на телеканалі «Інтер» (з березня 2009 року), ведуча ток-шоу «Розбір польотів» (з жовтня 2010 року). Під час президентських виборів 2019 року журналістка пояснила в інтерв'ю Євгену Кисельову, що її у 2012 році звільнив тодішній генпродюсер каналу Володимир Зеленський.
Он, придя туда руководителем, свернул все производство.  Канал так и не возродился. Финансирование было направлено на производство программ «95 квартала». Потом нам объяснили, что производство сворачивается, потому что это все дорого. Это был 2012 год, и вы помните, там было несколько инвесторов, один из них уезжал в Лондон — это был Валерий Хорошковский — и он, по сути, передоговорился с Коломойским, которому по каким-то условиям был передан Зеленский с «Кварталом». Вот такая была история, поэтому все свернулось.
З березня 2014 року — автор та ведуча програм на радіо «Вести», з серпня 2015 року — генеральний продюсер радіостанції.
З грудня 2016 року — ведуча програми «Будні» на проросійському телеканалі NewsOne. Згодом вела різні проєкти на каналі, в тому числі «20/22 с Литвиненко и Апасовым», «Хронологія дня», «Велике інтерв'ю», «Великий вечір». Наприкінці серпня 2017 року з'явилась інформація, що Юлія Литвиненко візьме участь в одному з проєктів нового телеканалу «Прямий», але в останній момент відмовилась від пропозиції топменеджменту каналу через покращення умов на NewsOne. На її місце натомість було запрошено Сніжану Єгорову. У листопаді 2017 року разом із Василем Головановим стала співведучою нового політичного шоу «Український формат».
З травня — грудня 2018 року — ведуча телеканалу «Прямий».
З 26 червня 2019 року — ведуча програм «Правила життя» та «Треба поговорити» на проросійському телеканалі «ZIK».
З 2020 року — ведуча програми «Люди великого міста» на телеканалі «Kyiv.Live».
З 2021—2022 — ведуча на інтернет-телеканалі «Незалежні».
З 30 серпня 2021 року по 2022 рік — знову ведуча телеканалу «Прямий».

### Інтернет
- З 2022—2023 — ведуча на ютуб-платформі «Фабрика новин»[10].

- З 2023—2024 — ведуча на ютуб-каналі «Новини.live»[11].

## Політична діяльність
Взяла участь у президентських виборах 2019 року, отримавши 20042 (0,1 %) голоси.

## Скандальні твердження
У листопаді 2014 року протягом свого ефіру на радіо журналістка публічно захистила співачку Ані Лорак, яка активно після початку Російсько-української війни гастролює Російською Федерацією.

## Особисте життя
Розлучена, виховує доньку Сашу.

## Нагороди
- У 2013 році отримала премію Телетріумф у номінації «Інтерв'юер»
- У 2015 році стала лауреатом Всеукраїнської премії «Жінка III тисячоліття» в номінації «Рейтинг».